# Terrorpods
Terrorpods est un jeu vidéo d'action-stratégie développé et édité par Psygnosis en 1987 sur Amiga et Atari ST. Le jeu a été adapté sur Amstrad CPC, Commodore 64, MSX et ZX Spectrum en 1989.

## À noter
- Melbourne House a commercialisé les conversions sur 8-bits, réalisées par Icon Design.
- Le dessin sur la jaquette du jeu a été réalisé par Roger Dean.

## Accueil
| Terrorpods     |      |        |
| Média          | Pays | Notes  |
| ACE            | US   | 75,2 % |
| Commodore User | US   | 8/10   |
| Gen4           | FR   | 96 %   |
| Zzap           | US   | 22 %   |

CU Amiga 8/10 • Tilt 18/20